# David Jařab
David Jařab (* 2. ledna 1971 Hranice) je český filmový a divadelní režisér, dramatik, představitel surrealismu.

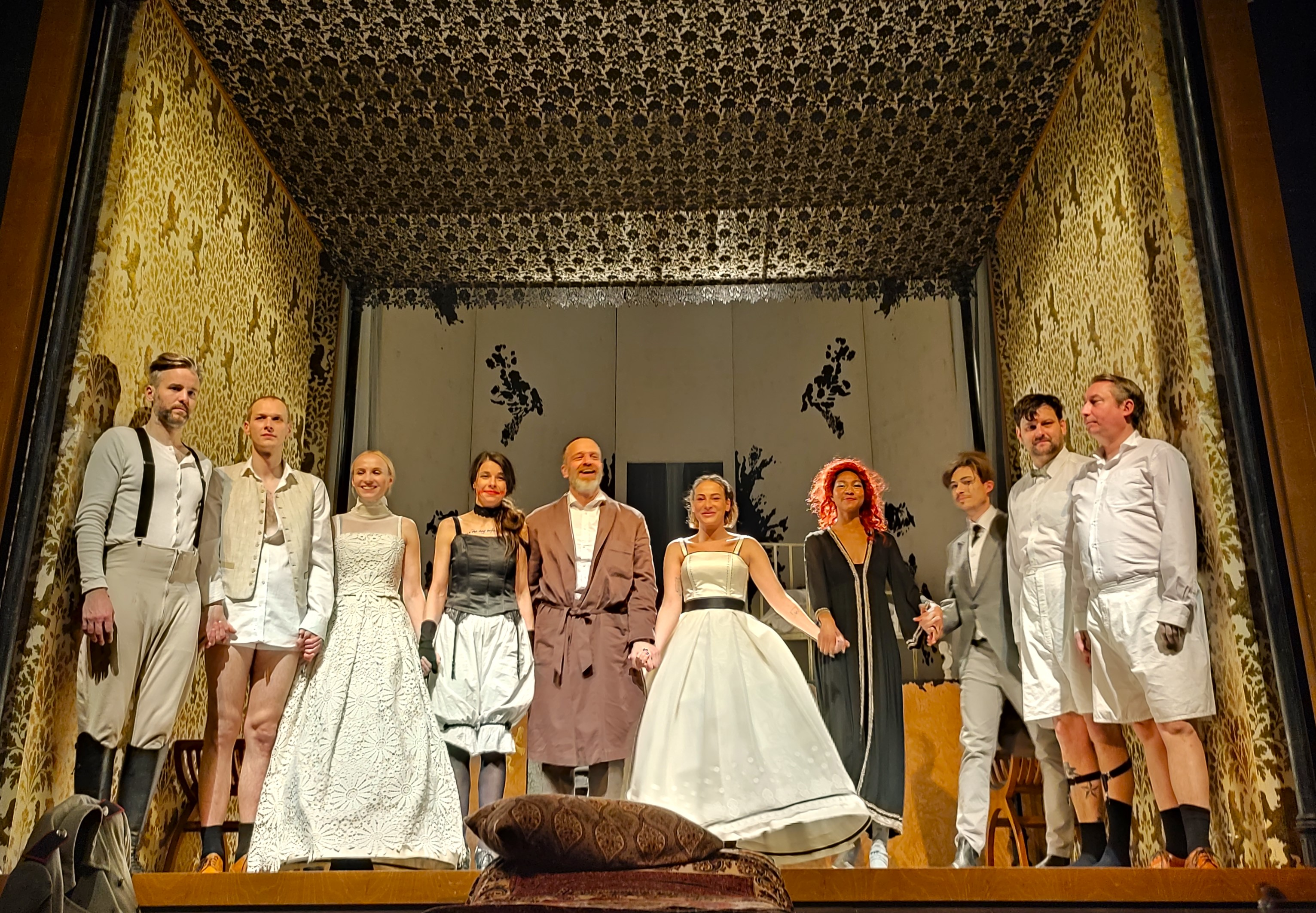
David Jařab-Freudovo pozdní odpoledne, Divadlo Na zábradlí 2024, scéna Marek Cpin

## Život
Narodil se v Hranicích. Je synem Josefa Jařaba. V roce 1994 vystudoval činoherní herectví na Divadelní fakultě Janáčkovy akademie múzických umění v Brně. Od roku 1993 do roku 1997 působil v brněnském HaDivadle jako režisér, autor a posléze i jako umělecký šéf. Od té doby je na volné noze. Působí také jako pedagog FAMUMá dva syny Antonína Karla a Ferdinanda Josefa.[zdroj?].

## Tvorba